# Abdallah ben Ali Alaoui
Chérif Moulay Abdallah ben Ali Alaoui (en arabe : مولاي عبد الله العلوي ; né vers 1965 à Rabat) est un homme d’affaires marocain et un conseiller du roi Mohammed VI, dont il est cousin germain maternel, cousin issu de germain paternel, et un ami proche. Passionné par les chevaux, il préside la Fédération royale marocaine des sports équestres depuis septembre 2012.

## Enfance et famille
Sharif Moulay Abdallah Alaoui est le fils du prince Moulay Ali (fils du prince Moulay Idriss et petit-fils du sultan Moulay Youssef) et de son épouse, la princesse Lalla Fatima Zohra, fille aînée de Mohammed V et sœur aînée de Hassan II. Il est le propre frère de la princesse Lalla Joumala Alaoui et de Sharif Moulay Youssef Alaoui. Il est diplômé de l'Université du Texas. Il a toujours été un ami proche de Mohammed VI, l'accompagnant notamment à Paris du temps où il était prince héritier. Il est également proche de Lalla Amina, dont il partage la passion pour les chevaux. 
Dans son livre paru en 2014, le prince Moulay Hicham a déclaré que Moulay Abdallah Alaoui lui avait été envoyé par Mohammed VI en 1999, pour lui demander de ne plus revenir au palais royal.

## Activités
Il est le PDG de Mediholding, une entreprise énergétique qui s’est distinguée en 1999 par une fausse découverte de pétrole à Talsint,,. Il a participé à une coentreprise avec John Paul DeJoria dans Lonestar Energy, une société de forage,,. 
Sharif Moulay Abdallah Alaoui est conseiller de Mohammed VI, et est souvent vu à ses côtés dans le cadre d'activités officielles et non officielles. Il est le président de la Fédération royale marocaine des sports équestres, ayant remplacé la princesse Lalla Amina à sa mort en septembre 2012,. Il a contribué au succès du Salon international du cheval d’El Jadida, et du Morocco Royal Tour.

## Honneurs
- Chevalier Grand Croix de l'ordre du mérite civil (Royaume d'Espagne, le 16 septembre 2000)[10].